# بوتشينو
بوتشينو هي بلدة وكومونا في كامبانيا في إيطاليا ، وتقع بوتشينو في مقاطعة ساليرنو ، وتقع في ارتفاع 700 متر فوق مستوى سطح البحر .

## الموقع الجغرافي
تقع البلدية على حدود بعض المحافظات وهي اوليتا ، وكوليانو ، وبالومونتي ، ورومنيانو المونتي ، وسالفتيل ، وسان قريقوريو ماقنو ، وسسقنانو ديقلي البورني . بما في ذلك بعض القرى ( فرازيوني ) مثل بوتشينو سكالو ، وبينيل ، وسان جيوفاني ، وتيليا ، وتمبوني ، وتوفريالو .

## التاريخ
كانت البلدة سابقًا وفي العصر الروماني تعرف بأسم فولتشي . وقد كانت حينها البلدة الأساسية لعشيرة مستقلة تدعى فولتشياني ، أو فولتشنتس ، أو فولتشانتني . وقد كان يحدها من الشمال بلدة هيربيني ، ومن ناحية الغرب والجنوب كانت تحدها بلدة لوكانيا ، ومن ناحية الشرق إقليم فينوزيا . ولا تزال بعض الآثار القديمة قبل الرومانية موجودة . وفي عام 323 ميلادي أصبحت بلدية وأصبح لديها أرض شاسعة تندرج تحتها . مثل بلدة نوميسترو حيث أن هذه البلدة يمكن رؤية أسوارها الكبيرة ، ويمكن رؤية تلك الأسوار الكبيرة من بعد 35 كيلومتر أسفل موتو لوكانو .

## المعالم الرئيسية
يقع أسفل البلدة جسر روماني مازال محفوظًا بعناية ويقع فوق نهر تاناقرو .